# Grupo de combate Visegrád
El grupo de combate de Visegrád, también conocido como grupo de combate V4 (castellanizado como grupo de combate de Visegrado) es un grupo de combate de la Unión Europea liderado por Polonia y reforzado por el resto de los países del grupo de Visegrado: República Checa, Eslovaquia y Hungría. Han estado en servicio desde el 1 de enero de 2016, habiendo estado en servicio activo desde el 1 de enero hasta el 30 de junio de 2016 y será activado de nuevo previsiblemente desde el 1 de julio hasta el 31 de diciembre de 2019.

## Historia
El 12 de mayo de 2011, el ministro de Defensa polaco, Bogdan Klich, dijo que Polonia lideraría un nuevo grupo de combate de la UE compuesto por el Grupo Visegrád. La decisión fue tomada en la reunión de los ministros de Defensa V4 en Levoča (Eslovaquia), y el grupo de batalla comenzó a funcionar y se activó en la primera mitad de 2016. Los ministros también acordaron que los militares del V4 deberían realizar ejercicios regulares bajo los auspicios de la Fuerza de Respuesta de la OTAN, con el primer ejercicio de este tipo que se celebraba en Polonia en 2013. El grupo de batalla para estos ejercicios incluyó a los miembros de V4 y Ucrania.
El 14 de marzo de 2014, se firmó un pacto sobre un cuerpo militar conjunto dentro de la Unión Europea, en respuesta a la intervención militar rusa de 2014 en Ucrania. El acuerdo implicaba ejercicios militares conjuntos, adquisición de defensa coordinada y desarrollo de defensa conjunta de los cuatro países de Europa Central. En la Declaración de Bratislava del 9 de diciembre de 2014, el V4 declaró que, considerando «las acciones agresivas de Rusia contra Ucrania (...) los países V4 van a coordinar sus posiciones nacionales para maximizar los esfuerzos para apoyar a Ucrania», confirmando la participación de Ucrania en el grupo de combate Visegrád en la primera mitad de 2016. Por sugerencia polaca, el V4 acordó "activar de nuevo el grupo de combate V4 en el segundo semestre de 2019". Los V4 están considerando mantener el grupo de batalla como una unidad permanente después de 2016, lo que sentaría un precedente. El grupo de batalla se considera el "buque insignia" de futuro intensificado "planificación sistémica y sistemática, ejercicios de defensa y quizás incluso adquisición y mantenimiento" entre los V4.

## Composición y equipamiento
El grupo de combate consta de 3 700 efectivos.
| Polonia    | 1 870 | Fuerzas de combate principales                                           |
| Rep. Checa | 728   | logística, helicópteros, equipos de combate electrónicos y unidad médica |
| Hungría    | 640   | ingenieros de combate y unidades de cooperación cívico-militares         |
| Eslovaquia | 460   | Unidad de protección contra armas de destrucción masiva                  |
| Ucrania    | 19    |                                                                          |